# Gaj (skała)

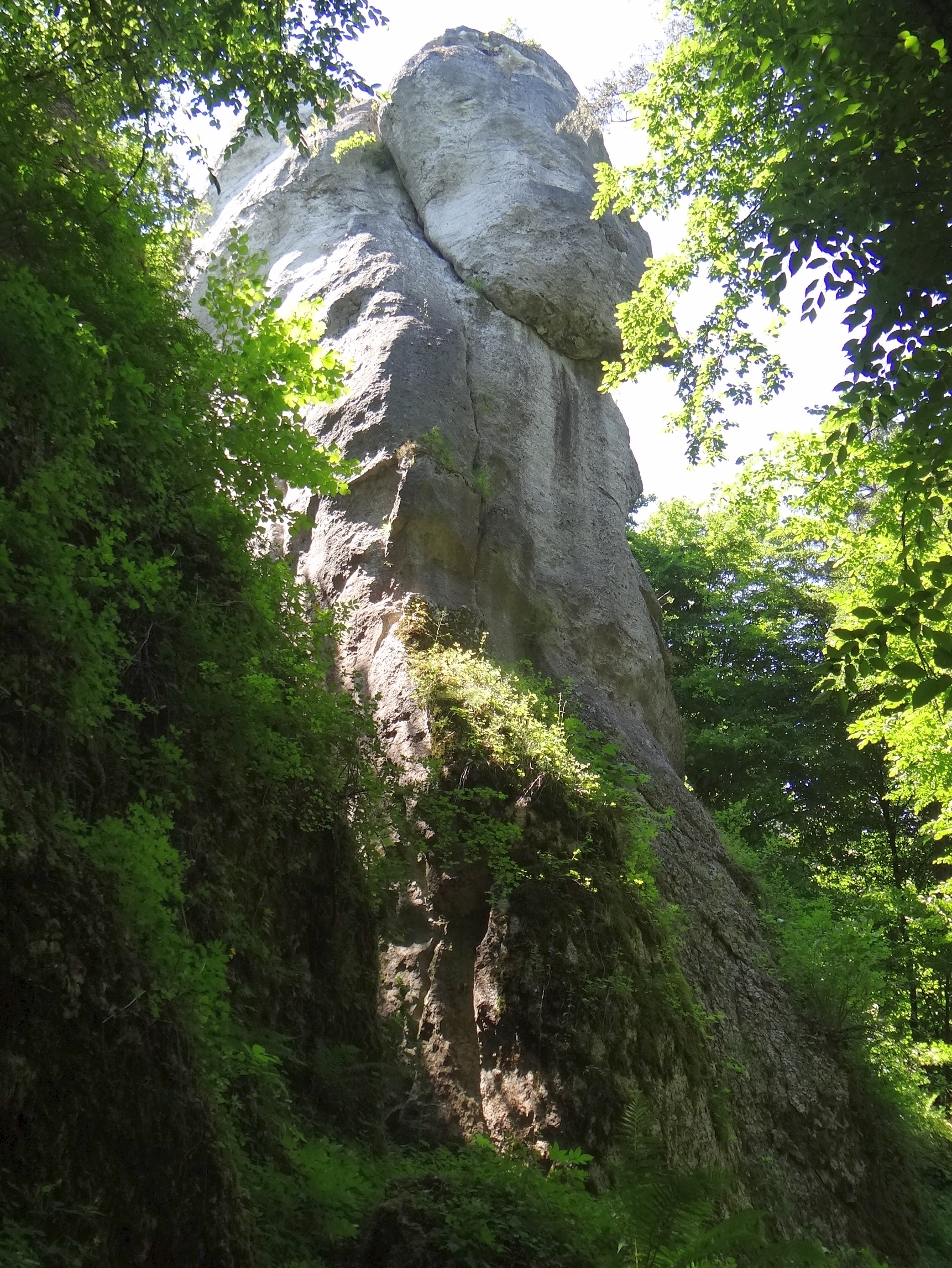
Najwyższa skała

Gaj – skały w grupie skał Smolenia i doliny Udorki, we wsi Złożeniec w województwie śląskim, w powiecie zawierciańskim, w gminie Pilica, na Wyżynie Częstochowskiej będącej częścią Wyżyny Krakowsko-Częstochowskiej. 
Skały Gaj znajdują się w lesie na orograficznie prawym zboczu Doliny Wodącej, na wschodnich obrzeżach wsi Złożeniec. Do skał najłatwiej można dojść od Biśnika polną drogą w kierunku zachodnim. Skały Gaj znajdują się na szczycie wzniesienia, w odległości około 400 m na południowy zachód od Smylowych Skał. Zbudowane są z twardego wapienia skalistego, a najwyższa z nich ma wysokość 25 m. Uprawiana jest na nich wspinaczka skalna. Pierwsze drogi wspinaczkowe poprowadzono na nich w 2009 roku, następne w 2018 r., wszystkie na najwyższej skale. Łącznie jest 5 dróg o trudności od V do VI.4+ w skali Kurtyki, ale potencjał skał jest większy, można utworzyć jeszcze co najmniej 5 nowych dróg. W 2019 r. 3 drogi miały zamontowane stałe punkty asekuracyjne: ringi (r) i stanowiska zjazdowe (st), na pozostałych wspinaczka tradycyjna (trad). Popularność skał wśród wspinaczy jest niewielka. 
1. Rysa w okapie; VI+, trad
2. Jagiellonia; VI.4+, 7r +st
3. Borduria; VI.4+ , 5r +st
4. Zbok wawelski; VI.3+, 8r +st
5. Rysa w zacięciu; V, st, trad[1].

W skałach Gaj znajdują się 3 jaskinie: Niskie Okienko, Schronisko w Skale Gaj Pierwsze, Schronisko w Skale Gaj Drugie.